# 송필호
송필호(宋弼鎬, 1950년 8월 12일 ~ , 충청북도  청원군)는 중앙일보 부회장이자 한국신문협회 회장인 대한민국의 언론인이다.

## 학력
- 서울대학교 사범대학 부설고등학교 졸업
- 서울대학교 경제학과 졸업

## 경력
- 1992년 ~ 1993년 : 삼성종합건설 개발관리담당 이사
- 1993년 ~ 1993년 : 삼성회장비서실 경영2팀 이사
- 1993년 ~ 1994년 : 삼성회장비서실 홍보팀 팀장
- 1995년 ~ 1995년 : 중앙일보 경영지원실장 이사
- 1995년 ~ 1998년 : 중앙일보 경영지원실장 상무이사
- 1998년 ~ 2000년 : 중앙일보 경영지원실장 전무이사
- 2000년 ~ 2001년 : 중앙일보 부사장
- 2000년 ~ 2001년 : 조인스닷컴 대표이사 사장
- 2001년 ~ 2005년 : 중앙일보 대표이사 부사장
- 2003년 : 한국데이터베이스진흥센터 이사
- 2005년 : 중앙일보 대표이사 사장
- 2007년 1월 ~ 2011년 4월 : 중앙일보 대표이사 사장 발행인
- 2007년 7월 : 한국신문협회 부회장
- 2011년 4월 : 중앙일보 대표이사 부회장
- 2014년 3월 ~ 2016년 3월 : 제44대 한국신문협회 회장
- 위스타트 회장
- 2017년 2월 ~ : 제11대 전국재해구호협회 회장[1]
- 재단법인 한미동맹재단 이사(행정)

## 참고 자료
- 송필호 네이버 인물검색